# Орехов, Александр Михайлович
Орехов Александр Михайлович (1887 год, Тула — 1951 год) — советский государственный и военный деятель.

## Биография
Родился в Туле в 1887 году. В 1907 году вступил в РСДРП.

### В годы революции и Гражданской войны
В 1917 году избран членом Московского комитета РСДРП(б). Одновременно бы членом Юридической комиссии Московского военно-революционного комитета. Входил в Президиум Московского совета. В 1918 году вступил в РККА. Председатель Реввоентрибуналов Северного фронта, а затем 6-й армии. В 1918—1920 годах член РВС 6-й армии, военком 8-й стрелковой дивизии, комиссар Северной железной дороги, а затем член РВС 16-й армии.

### После Гражданской войны
В 1921 году член Президиума ВСНХ РСФСР. В 1922—1923 годах директор Московского государственного механического оборонного завода, заместитель председателя СНХ города Москвы. В1923-1924 годах член Центральной Контрольной Комиссии РКП(б). С 1923 по 1929 годы занимал должности председателя треста 2-го Льноуправления, председателя Центрального бюро содействия рабочему изобретательству, был членом коллегии Наркомата коммунального хозяйства РСФСР и Наркомата легкой промышленности СССР.
Умер в 1951 году.